# Christopher Parren
Christopher Parren (Amsterdam, 1981) is een Nederlands acteur en producent. Hij is bekend van zijn rol in Alle tijd, Danni Lowinski en Daglicht.